# Jean Teyrouz
Jean Teyrouz ICPB (* 6. Mai 1941 in Aleppo) ist ein syrischer Geistlicher und emeritierter armenisch-katholischer Bischof von Sainte-Croix-de-Paris.

## Leben
Jean Teyrouz trat der Ordensgemeinschaft des Institut du Clergé Patriarcal de Bzommar bei und empfing am 24. Dezember 1965 die Priesterweihe.
Papst Johannes Paul II. ernannte ihn am 27. September 2000 zum Kurienbischof von Kilikien und Titularbischof von Melitene degli Armeni. Der Patriarch von Kilikien, Nerses Bedros XIX., spendete ihm am 25. März des nächsten Jahres die Bischofsweihe; Mitkonsekratoren waren Joseph Arnaouti ICPB, Patriarchal-Exarch von Damaskus, und Boutros Marayati, Erzbischof von Aleppo.
Papst Benedikt XVI. ernannte ihn am 2. Februar 2013 zum Bischof von Sainte-Croix-de-Paris.
Am 23. Juni 2018 nahm Papst Franziskus seinen altersbedingten Rücktritt an. Über diesen Zeitpunkt hinaus war er Apostolischer Visitator für die armenisch-katholischen Gläubigen in Westeuropa. Von diesem Amt entband ihn Papst Franziskus am 27. Juni 2020.